# Медовець ветарський
Медо́вець ветарський (Lichmera notabilis) — вид горобцеподібних птахів родини медолюбових (Meliphagidae). Ендемік Індонезії.

## Поширення і екологія
Ветарські медовці є ендеміками острова Ветар. Вони живуть у вологих рівнинних тропічних лісах, зокрема в евкаліптових лісах, в чагарникових заростях і садах.

## Збереження
МСОП класифікує цей вид як такий. що не потребує особливих заходів зі збереження. За оцінками орнітологів, популяція ветарських медовців становить від 200 до 500 тисяч птахів. Ветарський медовець є одним з найпоширеніших видів птахів на острові.